# Martwica (geologia)
Martwica – rodzaj skały osadowej pochodzenia chemicznego (skała chemiczna).

## Pochodzenie
Powstaje w wyniku wytrącania się węglanu wapnia (martwica wapienna) lub krzemionki (martwica krzemionkowa) z wód źródlanych (zimnych lub gorących) pod wpływem gwałtownych zmian ciśnienia lub temperatury.

## Martwica wapienna
Powstaje w reakcji

{\displaystyle Ca(HCO_{3})_{2}\rightarrow CaCO_{3}+H_{2}O+CO_{2}\uparrow }

### Właściwości
Barwa biała, żółtawa lub szara; tekstura silnie porowata. Pieni się w kontakcie kwasem solnym i innymi kwasami.
Odmianami martwicy są: 
- trawertyn
- gejzeryt
- tuf wapienny[1] (w odróżnieniu od tufu wulkanicznego)
- sinter wapienny
- onkoidy
- peloidy
- muły węglanowe

### Występowanie
W Polsce spotykana jest w okolicach Krzeszowic lub koło wsi Karwowa w pow. opatowskim, gdzie się tworzy jeszcze dotąd z wapna rozpuszczonego w wodzie, nasyconej gazem kwasem węglanym, wypływającej ciągle ze znajdującego się tam źródła, znanego u miejscowych mieszkańców pod imieniem źródła Kadłubkowego od Wincentego Kadłubka albo 'kaj dłubki' bo skała miękka do łacna bab dłubania, karwienia i skrawania. 